# 秋本圭子
秋本 圭子（あきもと けいこ、1956年10月7日 - ）は、日本の元女優。本名・亀井圭子。神奈川県出身。神奈川県立上溝高等学校卒業。現在は芸能界から身を引き、地元で結婚し子供がいる。

## ディスコグラフィー
- デビュー・シングル 1976年CBS・ソニー「蝶」SOLB416。
- ほかに、「高原電車で /cw 月見草」06SH99、「あなたはどこの誰ですか /cw 花泥棒」 06SH356 がある。
- CMソング　資生堂『リズム・マッサージ』「鏡の中のだれかさん」非売品ソノシート、赤盤と緑盤が確認されている。

## テレビ

### テレビドラマ
- ばあちゃんの星（1975年）
- アクマイザー3 第19話「なぜだ?! ザビタン五つの謎」（1976年） - エリカ
- 俺たちの旅（1975年 - 1976年） - 稲葉みゆき
- 白い秘密（1976年 - 1977年） - アイドル歌手・赤場みどり
- 冬の運動会（1977年） - 北沢直子
- 俺たちの祭（1977年） - 田中路子
- 江戸を斬るIII 第11話「女だてらに河内山」（1977年） - おなみ
- 気まぐれ本格派 第15話「男だったらやってみろ」（1978年） - 浅野ひろこ
- 江戸を斬るIV 第4話「人情大工裁き」（1979年3月5日、TBS / C.A.L） - お加世
- 銭形平次 第690話「秋しぐれ」（1979年10月17日） - おくみ
- 水戸黄門 第11部 第11話「父子つないだ頑固そば -盛岡-」（1980年10月27日、TBS / C.A.L） - おぬい
- 江戸の朝焼け 第11話「妹の五十両」（1980年11月20日、CX / 東宝） - お京

### バラエティなど
- それは秘密です!!
- 霊感ヤマカン第六感

## CM
- ハウス食品

## 写真集
- 秋本圭子 ワニ写真劇場 No.2